# Alwar
Alwar (prononciation : [əlʋəɾ]) est une ville du district d'Alwar, dans l'État du Rajasthan, en Inde. Elle se situe à 150 km au sud de Delhi et à 150 km de Jaipur. À l'heure actuelle, le district est célèbre pour la production de moutarde dans la région, la fabrication de lunettes Ray-Ban, les usines de production de bière et l'industrie des aliments surgelés.
La population de l'agglomération urbaine était de 341 422 habitants en 2011.

## Étymologie
Il existe plusieurs théories sur l'étymologie du nom de Alwar. Une recherche menée sous le règne du Maharaja Jai Singh d'Alwar révèle que le Maharaja Alaghraj, deuxième fils du Maharaja Kakil d'Amber, gouverne la région au XIe siècle et y fonde une ville orthographiée sous le nom d'Ulwar. 

## Historique

### Histoire ancienne
L'ancien nom d'Alwar est Salva (en) ou Salwa (tribu),. Alwar fait partie du royaume Matsya (en), l'un des 16 anciens Mahajanapadas. Dans les védas tardifs, la tribu Salva est décrite comme non védique. Elle occupe Kurukshetra et conquiert le Royaume Kourou.

#### Les Salvas
Les Salvas s'installent le long de la rivière Yamuna et de la province Alwar du Rajastan après avoir attaque le royaume Kourou. Ils acceptent la culture védique à la fin de l'ère védique et convergent, avec les Kourous et les Surasena (en), près du royaume Matsya.

### Histoire médiévale

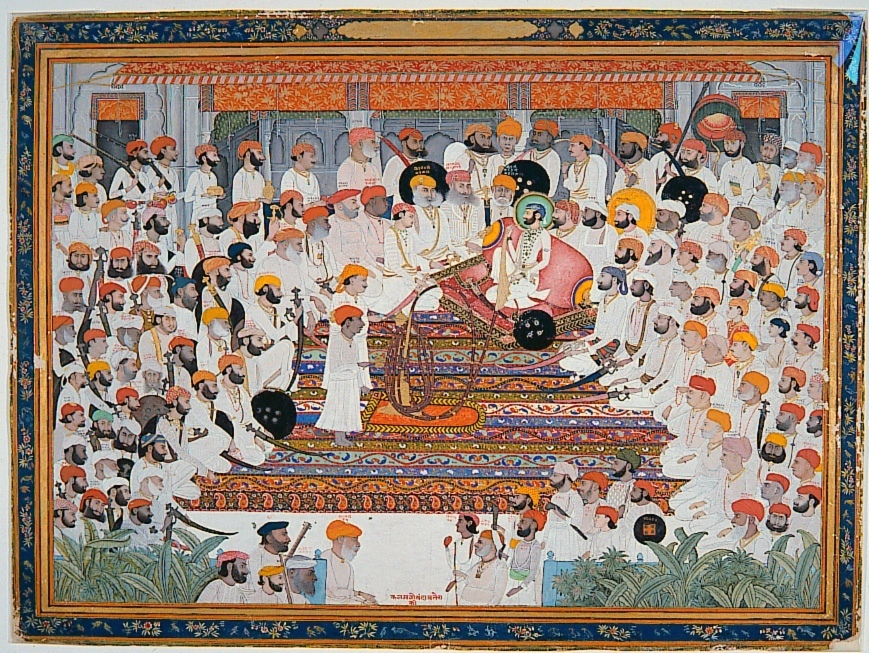
Le Darbar de Raja Bakhtawar Singh d'Alwar en 1810

De temps en temps, d'autres sous-clan Rajput dirigent Alwar. Les exemples incluent les Nikumbh (en), les Khanzada Rajput, les Bargujar (en) et enfin les Naruka (en) qui prennent le contrôle de cette zone. L'Empire marathe gouverne cette région pendant une courte période. Pratap Singh prend le fort d'Alwar et établit les fondations de la cité moderne.

### Période coloniale
L'État d'Alwar est créé en 1770 par Pratap Singh. Son successeur, Bakhtawar Singh Naruka est militairement contraint d'accepter le traité de la Compagnie des Indes orientales britanniques qui lui interdit les relations politiques avec d'autres États sans consentement des Britanniques. L'État est subdivisé en quatre régions : région de Rath, de Wai, de Narukhand et de Mewat.

### Après l'indépendance
Le 18 mars 1948, l'État fusionne avec les trois États princiers voisins (Bharatpur, Dholpur et Karauli) pour former l'Union de Matsya. Le 15 mai 1949, elle forme l'État indien actuel du Rajasthan.